# Herrarnas sabel vid olympiska sommarspelen 1976
Herrarnas sabel-tävling i de olympiska fäktningstävlingarna 1976 i Montréal avgjordes den 21-22 juli 1976.

## Medaljörer
| Event         | Guld                     | Silver                  | Brons               |
| Sabel, herrar | Viktor Krovopuskov (URS) | Vladimir Nazlymov (URS) | Viktor Sidjak (URS) |

## Resultat
| Placering | Fäktare                   | Land           |
| --------- | ------------------------- | -------------- |
| 1         | Viktor Krovopuskov        | Sovjetunionen  |
| 2         | Vladimir Nazlymov         | Sovjetunionen  |
| 3         | Viktor Sidjak             | Sovjetunionen  |
| 4         | Ioan Pop                  | Rumänien       |
| 5         | Mario Aldo Montano        | Italien        |
| 6         | Michele Maffei            | Italien        |
| 7T        | Francisco de la Torre     | Kuba           |
| 7T        | Imre Gedővári             | Ungern         |
| 9T        | Jacek Bierkowski          | Polen          |
| 9T        | Manuel Ortíz              | Kuba           |
| 9T        | Dan Irimiciuc             | Rumänien       |
| 9T        | Angelo Arcidiacono        | Italien        |
| 13T       | Paul Apostol              | USA            |
| 13T       | Peter Westbrook           | USA            |
| 13T       | Józef Nowara              | Polen          |
| 13T       | Patrick Quivrin           | Frankrike      |
| 17        | Tamás Kovács              | Ungern         |
| 18        | Péter Marót               | Ungern         |
| 19        | Régis Bonissent           | Frankrike      |
| 20        | Tycho Weißgerber          | Västtyskland   |
| 21        | Miroslav Dudekov          | Bulgarien      |
| 22        | Anani Mikhaylov           | Bulgarien      |
| 23        | Leszek Jabłonowski        | Polen          |
| 24        | Cornel Marin              | Rumänien       |
| 25        | Guzman Salazar            | Kuba           |
| 26        | Richard Cohen             | Storbritannien |
| 27        | Stephen Kaplan            | USA            |
| 28        | Philippe Bena             | Frankrike      |
| 29        | Marc Lavoie               | Kanada         |
| 30        | John Deanfield            | Storbritannien |
| 31        | Eli Sukunda               | Kanada         |
| 32        | Taweewat Hurapan          | Thailand       |
| 33        | Peter Mather              | Storbritannien |
| 34T       | Ismail Pashapour-Alamdari | Iran           |
| 34T       | Peter Urban               | Kanada         |
| 34T       | Ahmed Eskandarpour        | Iran           |
| 37        | Trayan Dimitrov           | Bulgarien      |
| 38        | César Bejarano            | Paraguay       |
| 39        | José María Casanovas      | Argentina      |
| 40        | Hanns Brandstätter        | Österrike      |
| 41        | Juan Gavajda              | Argentina      |
| 42        | Abdul Hamid Fathi         | Iran           |
| 43        | Sutipong Santitevagul     | Thailand       |
| 44        | Royengyot Srivorapongpant | Thailand       |
| 45        | Kam Roger                 | Hongkong       |